# Pomponiusz Mela

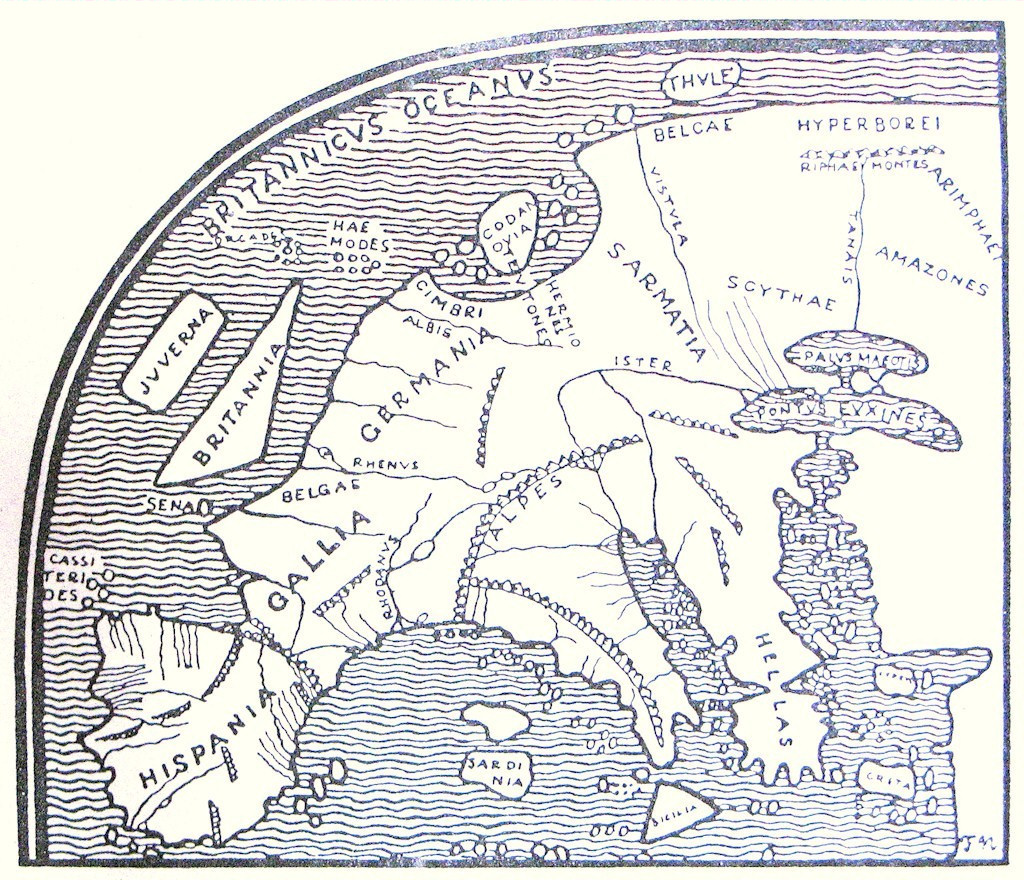
Europa w opisie Pomponiusza Meli

Pomponiusz Mela (łac. Titus Pomponius Mela) (żył w I wieku n.e., ur. w Tingentera lub Cingenter w płd. Hiszpanii identyfikowana jako Iulia Traducta w Andaluzji) – rzymski geograf, autor De situ orbis libri tres (43 lub 44 r. n.e.) czyli O położeniu krajów świata ksiąg trzy, znanego również jako De chorographia. 
Jego praca jest najstarszym zachowanym w całości traktatem geograficznym napisanym po łacinie. Pomponiusz Mela opisał w nim kraje, poczynając od Gibraltaru, następnie – leżące na południowym brzegu Morza Śródziemnego, by przez Syrię i Azję Mniejszą dotrzeć do Morza Czarnego i następnie opisać krainy leżące na szlaku do Hiszpanii. 
Cytowany przez Pliniusza Starszego w Historia naturalis.

## Dzieła
- De Situ Orbis (przeł. Marian Golias, [w:] Geografia antyczna, zestawił M. S. Bodnarski, PWN, Warszawa 1957, s. 189-244)
- Pomponiusza Meli Chorographia czyli Opis kręgu Ziemi, przeł. Marian Golias, komentarz Sergiusz Szarypkin, Krzysztof Tomasz Witczak, wstęp i posłowie Sergiusz Szarypkin, indeks imion własnych i nazw geograficznych Sławomir Sołtysiak, Sergiusz Szarypkin, Naukowe Wydawnictwo Piotrkowskie, Piotrków Trybunalski 2011 ISBN 978-83-7726-014-2